# Otolithoides biauritus
Otolithoides biauritus és una espècie de peix de la família dels esciènids i de l'ordre dels perciformes.

## Morfologia
- Els mascles poden assolir 160 cm de longitud total.[5][6]

## Alimentació
Menja peixets i invertebrats.

## Hàbitat
És un peix marí, de clima tropical i demersal.

## Distribució geogràfica
Es troba des del Pakistan, i al llarg de les costes de l'Índia i Sri Lanka, fins a la península de Malaca, Sumatra, Borneo i el Vietnam.

## Ús comercial
És important com a aliment per als humans i es comercialitza fresc i en salaó (incloent-hi la bufeta natatòria) als mercats.

## Observacions
És inofensiu per als humans.